# Šarru-kīn II.

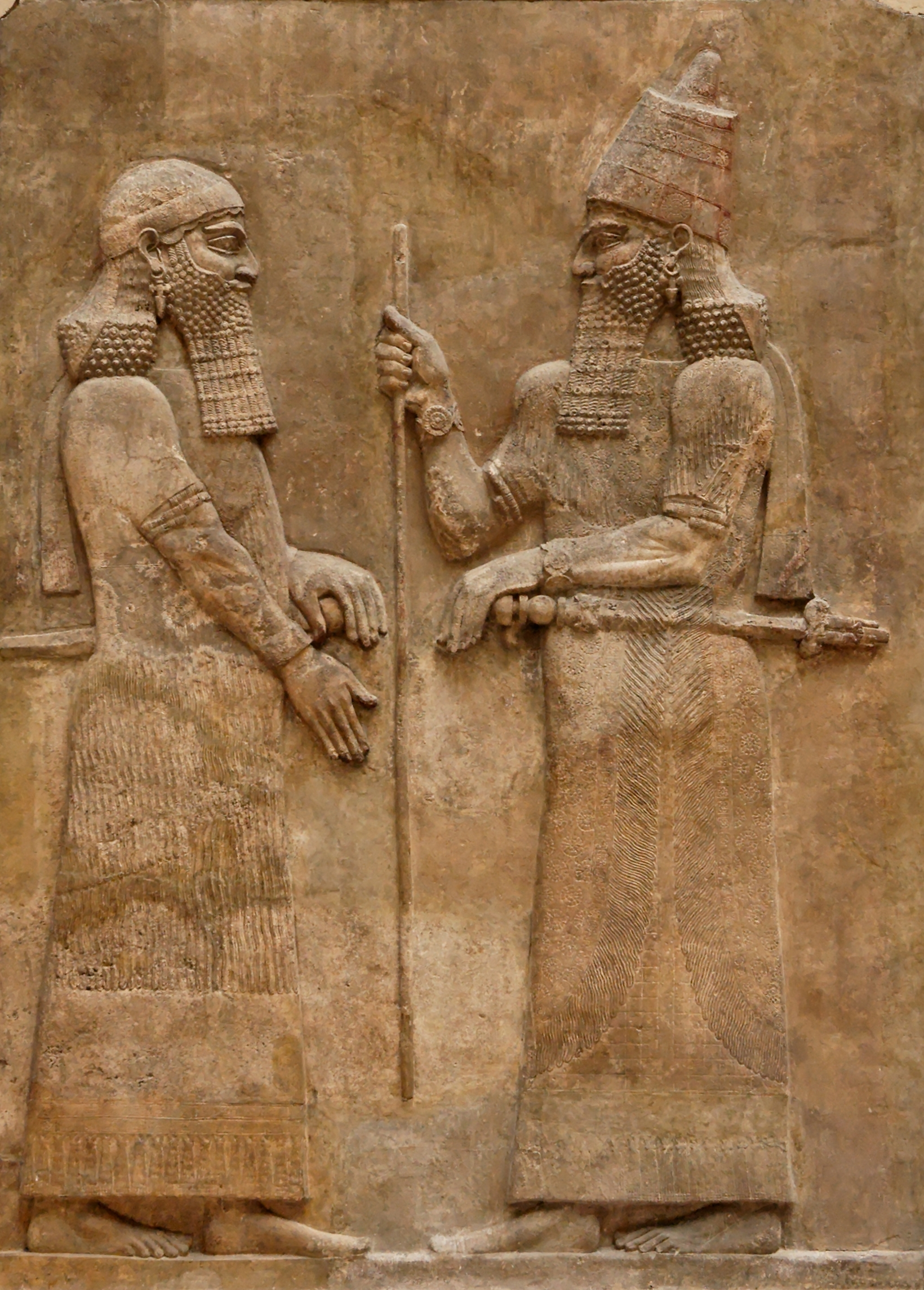
Šarru-kīn II. und ein Würdenträger

Šarru-kīn II., biblisch auch Sargon II. war von 721 bis 705 v. Chr. König des neuassyrischen Reiches und Namensgeber der Sargoniden-Dynastie.
Er führte die Titel „Statthalter des El, erlauchter Priester des Aššur, Erwählter von El und Dagān, Großkönig, mächtiger König (Šarru dan-nu), König des Weltkreises, König von Assyrien, König der vier Weltgegenden, Liebling der großen Götter, rechtmäßiger Herrscher, dem Aššur, Nabu und Marduk ein Königreich ohnegleichen anvertraut haben.“

## Herkunft und Aufstieg
Sargon II. war der Nachfolger von Salmanassar V. Wie dieser war er offenbar ein Sohn von Tiglat-Pileser III. Die Abstammung von Tiglat-Pileser geht aus einer Knauffliese hervor, in deren Inschrift Sargon als Sohn seines Vor-Vorgängers bezeichnet wird. Auch ist ein an Sargon gerichteter Brief erhalten, in dem der Schreiber Tiglat-Pileser als „Vater“ des Königs bezeichnet. Beide Dokumente sind von F. Thomas besprochen worden.
Häufig geht man davon aus, dass er als Usurpator, also durch einen Umsturz, an die Macht kam. Da er seinem Vater nicht direkt in der Herrschaft nachfolgte, galt er zu dessen Lebzeiten sicher nicht als Thronerbe. Über die Umstände seiner Thronbesteigung berichtet ein Dokument, in dem Sargon alte Privilegien der Stadt Aššur bestätigt. Darin heißt es, dass Salmanassar V. die alten Privilegien der Stadt missachtet habe, indem er ihren Bürgern Fronarbeit auferlegte. Deshalb habe ihn der Gott Enlil gestürzt und Sargon an seiner Stelle zum König erhoben. Das Dokument, das von Henry William Frederick Saggs publiziert und ins Englische übersetzt wurde, verrät nach R. Labat „nur allzu deutlich den Staatsstreich des Usurpators“, „statt ihn zu verschleiern“. Als kritisch gesichertes Minimum kann man dem Assur-Privileg immerhin entnehmen, dass Salmanassars Herrschaft gewaltsam endete – dies steht hinter der religiös verbrämten Rede, dass Enlil ihn gestürzt habe – und dass Sargon es war, der davon profitierte. Er stellt den Sturz Salmanassars als göttlich gewollt und damit rechtmäßig hin. So hat er ihn auf jeden Fall begrüßt, auch wenn er selbst an einem Umsturz gegen den Vorgänger nicht beteiligt gewesen sein sollte.
In jedem Falle musste er sich als Nachfolger Salmanassars gewissen Verdächtigungen ausgesetzt sehen und daher ein besonderes Legitimationsbedürfnis haben. So lässt sich der Name Sargon (akkadisch scharru kin = „Der König ist legitim“ oder in neuassyrischer Zeit auch im Sinne von „legitimer König“ verständlich), den der ursprünglich nicht zum König Bestimmte gewiss nicht von Geburt an trug, als Anzeichen dafür verstehen, dass Sargon II. bemüht war, „seine nach menschlichen Maßstäben gewiss nicht legale Thronfolge auch nach außen als dem Willen der Götter entsprechend und rechtmäßig hinzustellen“ (W. v. Soden).
Abgesehen von der wörtlichen Bedeutung des Namens stellte sich Sargon II. mit dieser Benennung in die Tradition des Sargon von Akkad, von dem bekannt war, dass er nicht auf dem üblichen „legalen“ Wege König geworden war. Sargon II. konnte sich also mit seiner zweifelhaften Thronbesteigung in die Tradition eines bedeutenden Vorbildes stellen.
Ein Dokument dafür, dass die Traditionen über Sargon von Akkad in der Zeit Sargons II. gepflegt und weitergeführt wurden, ist wohl die sogenannte Akkadische Sargonlegende, die von der niederen Herkunft Sargons von Akkad erzählt und davon, wie er durch die Liebe der Ischtar König wurde. Als solcher habe er Taten vollbracht, die für alle späteren Könige als maßgebendes Vorbild gelten. Die Textüberlieferung wie die sprachliche Fassung dieser Legende sprechen dafür, dass sie in neuassyrischer Zeit entstand; die Leistungen, die Sargon von Akkad zugeschrieben werden, scheinen eher zu Sargon II. zu gehören. Daher scheint auch dieses Dokument dafür zu sprechen, dass Sargon II. seine unregelmäßige Thronfolge durch Verweis auf Sargon von Akkad rechtfertigte. Auch passt der Umstand, dass es kurz nach seiner Thronbesteigung zu innenpolitischen Problemen kam, dazu, dass Sargons Herrschaftsantritt in eine instabile Zeit fällt, in der eine Usurpation gut vorstellbar ist.

## Regierungszeit und Tod

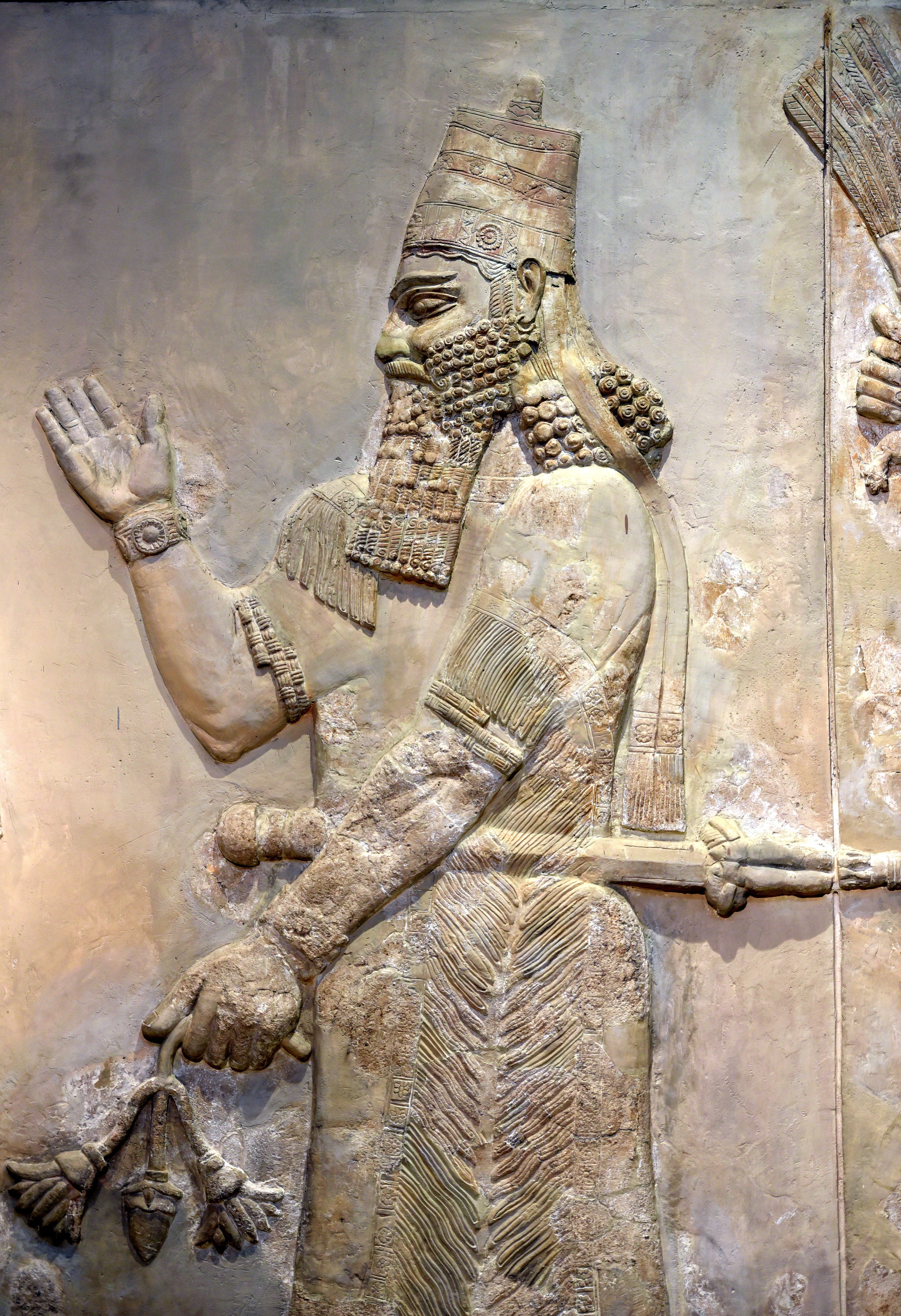
Alabaster-Flachrelief aus dem königlichen Palast von Sargon II. in Khorsabad, um 722-705 v. Chr.; Irakisches Nationalmuseum, Bagdad. Das Relief wurde um 700 v. Chr. hergestellt.

Die Quellen für die vielen militärischen Unternehmungen Sargons, der sicher zu den Herrschern gehört, „die die meisten assyrischen Kriege geführt haben“ (Merrill 601), sind die (von A. Fuchs herausgegebenen) Königsinschriften, teilweise auch andere Quellen wie der Bericht über den „achten Feldzug“ von 714, den W. Mayer herausgegeben hat. Für die Feldzüge lässt sich folgende Chronologie aufstellen:
- 720 v. Chr.: Der Aufstand in Syrien wird niedergeschlagen, und die Ägypter werden bei Raphia geschlagen.
- 717 v. Chr.: Sieg über Karkemisch.
- 716 v. Chr.: Bau eines Stützpunktes an der ägyptischen Grenze; Schlacht bei Wadi al-Arisch
- 714 v. Chr.: Achter Feldzug, der sich gegen Urartu richtet: Niederwerfung der Mannäer, Verwüstung weiter Teile Urartus, dessen Hauptstadt Tuschpa aber nicht erobert werden kann; Plünderung von Musasir

Urartu und die assyrische Grenze unter Rusa I., von 715 bis 713 v. Chr.

- 711 v. Chr.: Ein neuer Aufstand in der Region Palästina wird niedergeschlagen; das Land der Philister wird zur Provinz Asdod.
- 709 v. Chr.: Sieg über die sieben Königreiche der Insel Ia' im Gebiet von Iadnana oder Atnana (Zypern), überliefert durch die Kition-Stele.
- 705 v. Chr.: Sargon II. fällt im Iran im Kampf gegen die Kimmerer.

Die Inschriften Sargons sind selbstverständlich propagandistisch gefärbt und deshalb nicht in allen Aussagen zuverlässig. Dafür mag folgendes Beispiel stehen: 720 v. Chr. griff Sargon II. eine Allianz von Babyloniern und Elamitern an, die unter der Führung des Chaldäers Marduk-apla-iddina II. standen, der unrechtmäßig den babylonischen Thron bestiegen hatte. Wolfram von Soden behauptet allerdings unter Berufung auf eine babylonische Chronik, der elamitische König Humbanigash I. habe die Schlacht gegen die Assyrer angeführt und dort gegen Assyrien gesiegt. Marduk-apla-iddina II. sei hingegen zu spät zur Schlacht erschienen. Auf jeden Fall beanspruchte jede Partei den Sieg für sich, und Sargon II. zog sich zurück.
Im Blick auf das innerassyrische Wirken Sargons II. ist zu erwähnen, dass er mit Dur Šarrukin (akkadisch für Burg Sargons) eine neue Hauptresidenz begründete. Zuvor lag diese wie schon in der Regierungszeit seiner Vorgänger in Kalach.
Dass der Großkönig im Krieg gegen Barbaren ums Leben kam und unbestattet liegen blieb, hat in der damaligen Welt große Bestürzung hervorgerufen. Eine Folge davon war, dass sein Nachfolger Sanherib das noch unvollendete Dur Scharrukin nicht mehr zu Ende bauen ließ. Wenn die fertiggestellten Gebäude auch vielleicht weiterbenutzt wurden, so lag hier jedoch nicht mehr die Hauptresidenz. Diese wurde von Sanherib nach Ninive in seinen neu errichteten eigenen Palast verlegt.

## Sargon II. und das biblische Israel
Als neuassyrischer Großkönig hat Sargon II. auch Spuren in der Bibel hinterlassen. Sie sollen hier gesondert besprochen werden, weil sie einen Grundtext der europäischen Kultur betreffen.
Sein Name wird im Buch Jesaia (Jes 20,1 ) genannt. Die hebräische Namensform – Sargon statt akkadisch Scharru kin – ist von dieser Stelle her geläufig geworden.
Auf den schmählichen Tod Sargons II. spielt das Triumphlied über den Sturz des Weltherrschers in Jes 14  an. Dies wird vor allem in den Versen 18–20 deutlich, nach denen der König kein Grab gefunden hat. Dass das Lied in Vers 4 als gegen den König von Babel (Babylon) gerichtet eingeführt wird, spricht nicht gegen diese Deutung. Die Babylonier folgten darin den Assyrern nach, dass sie den ganzen Vorderen Orient und auch Israel in ihre Gewalt brachten. Daher besteht kein Problem in der Annahme, dass man ein ursprünglich auf den Tod Sargons II. bezogenes Lied später babylonischen Königen (tatsächlich wohl primär ihren Anhängern innerhalb Israels) warnend vorhielt.
Wenn die in der Bibelwissenschaft vertretene These zutrifft, dass die biblische Geschichte von Geburt, Aussetzung und Rettung des Mose (2 Mos 2,1–10 ) der akkadischen Sargonlegende nachgestaltet ist, so dass die biblische Geschichte Mose als Gegenbild zu den mesopotamischen Großkönigen darstellen soll, dann wäre dies eine israelitische Reaktion auf ein wahrscheinlich zunächst von Sargon II. propagiertes Königsideal.
Ein besonderes Problem bildet die Frage, inwiefern Sargon II. für die Eroberung Samarias im Jahre 722 v. Chr. und damit für den Untergang des nordisraelitischen Königreichs verantwortlich war. In den in Dur Šarrukin gefundenen „Annalen“ wird diese Eroberung Sargons erstem Regierungsjahr zugeschrieben. Im sog. Kalah-Prisma Sargons II. heißt es dazu:

„25 Die Samarier, die gegen 26 meinen königlichen [Vorgänger] 28 Groll hegten 26 und, um keine Untertänigkeit zu bezeugen 27 und keinen Tribut zu liefern, 28 […] Krieg führten – 29 in der Kraft der großen Götter, meiner Herren, 30 kämpfte ich mit ihnen. 31 27280 Einwohner nebst Streitwagen 32 und den Göttern, auf die sie vertrauten, 34 rechnete ich 32 als Beute. 33 200 Streitwagen für mein königliches Heer 34 hob ich unter ihnen aus, 35 und ihre Reste 36 siedelte ich in Assyrien an. 37 Samaria wandelte ich um und machte es größer als zuvor. 38 Leute aus Ländern, die ich mit meiner Hand erobert hatte, 39 ließ ich darin einziehen. 40 Einen General stellte ich als Statthalter über sie ein 41 und ich zählte sie zu den Einwohnern Assyriens.“

Danach hätte also Sargon noch Krieg gegen Samaria geführt und die Stadt eingenommen. In einer babylonischen Chronik wird die Zerstörung der Stadt allerdings noch seinem Vorgänger Salmanassar V. zugeschrieben. Der biblische Bericht über die Ereignisse in 2 Kön 17  schreibt die Einnahme Samarias ohne Namensnennung dem „König von Assur“ zu. Dieser habe die Stadt nach dreijähriger Belagerung eingenommen (Vers 5). Vorher heißt es, dass Salmanassar gegen den letzten nordisraelitischen König Hosea gezogen sei (Vers 3).
Wahrscheinlich lassen sich die verschiedenen Quellenversionen dergestalt miteinander verbinden, dass die Eroberung Samarias tatsächlich noch Salmanassar zuzuschreiben ist, der aber kurz darauf starb, so dass Sargon das Gebiet zur assyrischen Provinz machte, die Oberschicht deportierte und neue Bewohner in Samaria und Umgebung ansiedelte (so Donner, Geschichte Israels 2, 346 und wohl die Mehrheit der Fachleute). Möglich ist auch, dass Salmanassar während der langen Belagerung Samarias starb bzw. ermordet wurde, so dass Sargon die Stadt tatsächlich einnahm und zerstörte.

## Familie
Sargon war mit der Königin Atalia verheiratet, die zusammen mit Yâba, der Gattin Tiglat-Pilesars III., in Kalhu bestattet wurde.